# Missionarie dell'azione parrocchiale
Le Missionarie dell'Azione Parrocchiale (in spagnolo Misioneras de Acción Parroquial) sono un istituto religioso femminile di diritto pontificio: le suore di questa congregazione pospongono al loro nome la sigla M.A.P.

## Storia
Le origini dell'istituto risalgono al 1940, quando un gruppo di giovani donne di Carbonero el Mayor pensò di organizzare un'associazione religiosa per le opere parrocchiali: tale progetto fu sostenuto dal parroco Bernardino Arríba Sanz e approvata dal vescovo di Segovia, Luciano Pérez Platero, considerato fondatore della congregazione.
La congregazione ebbe inizio il 7 marzo 1942 e ricevette il pontificio decreto di lode il 14 luglio 1968.

## Attività e diffusione
Le suore si dedicano alla catechesi, all'animazione liturgica, al lavoro in consultori e dispensari, a opere di assistenza sociale e a ogni lavoro necessario nelle parrocchie.
Sono presenti in Angola, in Brasile, in Cile, in Messico, in Mozambico, in Spagna e in Venezuela; la sede generalizia è a Indipendencia, in Cile.
Alla fine del 2008 la congregazione contava 225 religiose in 38 case.